# Glossy Hill
Der Glossy Hill ist ein Hügel auf der Karibikinsel Canouan im Staat St. Vincent und die Grenadinen. Er liegt im äußersten Westen der Insel. Er hat eine Höhe von 49 m.
Zusammen mit Taffia Hill rahmt er die Gangan Fanny (Cove), Taffia Bay und die ehemaligen North Glossy Bay und South Glossy Bay ein. Östlich des Hügels erstreckt sich der Canouan Airport (CIW) in die Charlestown Bay.
Am Fuße des Hügels liegt Sandy Lane Yacht Club and Residences.